# Les Machines absurdes
Albums de William Sheller
Olympiade
(1995) Live au Théâtre des Champs-Élysées
(2001)
Les Machines absurdes est le 10e album studio de William Sheller sorti en 2000, soit cinq ans après Olympiade, album live et six ans après Albion, son précédent album studio.

## Liste des titres de l'album
| 1.    | Parade [Le bel adieu]            | 4:04 |
| 2.    | Indies [Les millions de singes]  | 4:42 |
| 3.    | To You                           | 2:40 |
| 4.    | Moondown                         | 4:05 |
| 5.    | Sunfool [Une solitude ordinaire] | 4:05 |
| 6.    | Athis                            | 3:33 |
| 7.    | Misses Wan                       | 4:01 |
| 8.    | Enygma Song                      | 3:48 |
| 9.    | Les machines absurdes            | 2:58 |
| 10.   | Chamberwood [La vilaine maison]  | 5:23 |
| 38:05 |                                  |      |

## Musiciens
- William Sheller : chant, claviers, programmation
- Jean-Pierre Catoul : violon
- Sylvain Luc : guitare, basse
- Yves Bebey : batterie
- Richard Décamps : clarinette
- Thierry Caens : trompette
- Gilles Demazière : basson
- André Klenès : contrebasse
- Olivier Mell : bombarde